# 産科学
産科学（、英語: obstetrics）は、妊娠・出産に関連する医学の分野の一つ。

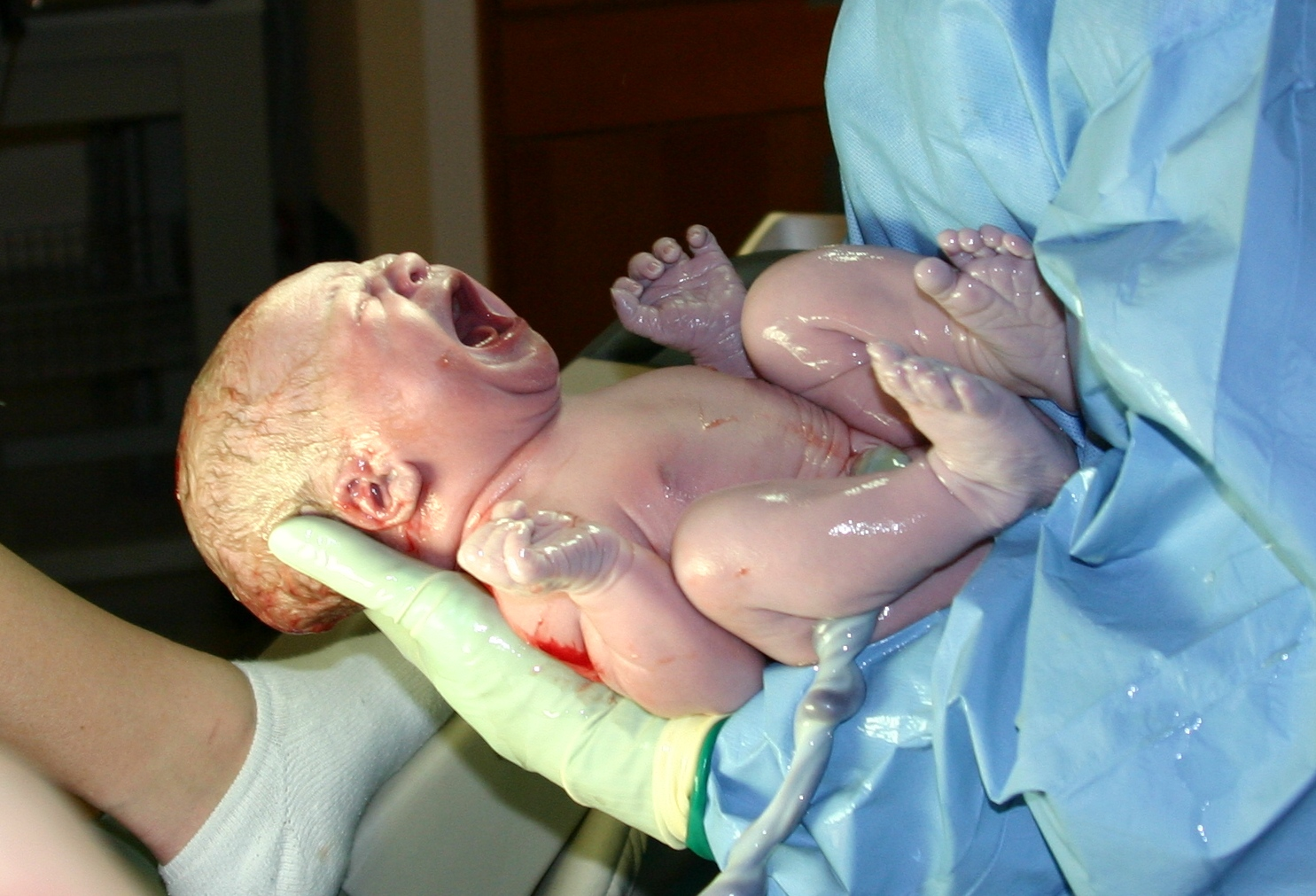
新たな命の誕生

婦人科学と合わせて産婦人科学と称される場合が多い。

## 歴史
18世紀までは、妊娠・出産等に関する分野は、いわゆる「産婆さん（助産師）」が扱う分野であり、医学の一分野として確立した領域ではなく、多くは外科学領域において帝王切開・人工妊娠中絶がなされる程度であった。
1960年代以降、妊娠・出産管理は助産所から病院で行うものと変化してくる。
現在では、産科学から新生児学までを包括する「周産期医学」または「周産期医療」と呼ばれる医学分野も発展している。
20世紀末から21世紀にかけて日本でおこりつつある産科医と分娩取り扱い施設の不足については、出産難民を参照のこと。

## 異常妊娠
- 妊娠悪阻（病的つわり）
- 流産・早産
- 不育症
- 子宮外妊娠・頸管妊娠
- 子宮内胎児死亡
- 切迫流産・切迫早産
- 常位胎盤早期剥離（早剥）
- 前置胎盤

## 異常分娩
- 微弱陣痛
- 過強陣痛
- 切迫子宮破裂
- 児頭骨盤不均衡
- 胎位異常
- 癒着胎盤

## 母児感染症
| 病気             | 感染経路                       | 症状                                                           |
| ---------------- | ------------------------------ | -------------------------------------------------------------- |
| 風疹             | 胎盤                           | TORCH症候群を起こす。                                          |
| 淋病             | 産道（淋菌性頸管炎が有る場合） | 新生児の目から膿が出る（膿漏眼）。予後には失明に至る事がある。 |
| 性器ヘルペス     |                                | 気道内乳頭腫を起こす。                                         |
| クラミジア感染症 | 産道                           | 新生児肺炎を起こす。                                           |
| カンジダ症       |                                | 口の中に真菌の一種であるカンジダが繁殖する（鵞口瘡）。         |